# Urbana (Venetien)
Urbana ist eine nordostitalienische Gemeinde (comune) mit 2009 Einwohnern (Stand 31. Dezember 2023) in der Provinz Padua in Venetien. Die Gemeinde liegt etwa 28 Kilometer südwestlich von Padua, wenige Kilometer nördlich der Etsch, und grenzt unmittelbar an die Provinz Verona.